# Escala Hirajōshi

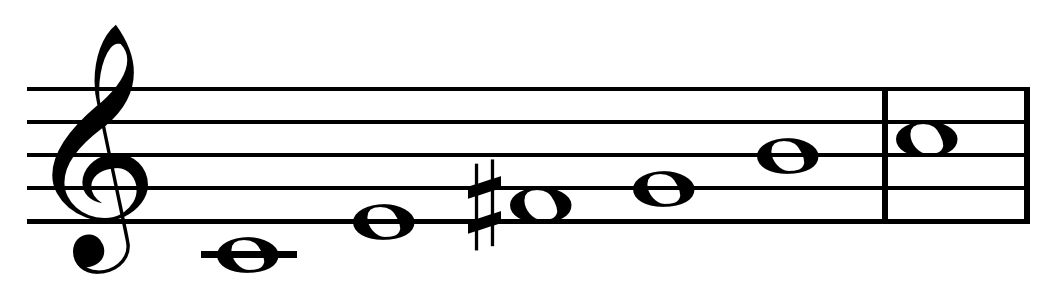
Escala Hirajoshi em dó segundo Burrows.

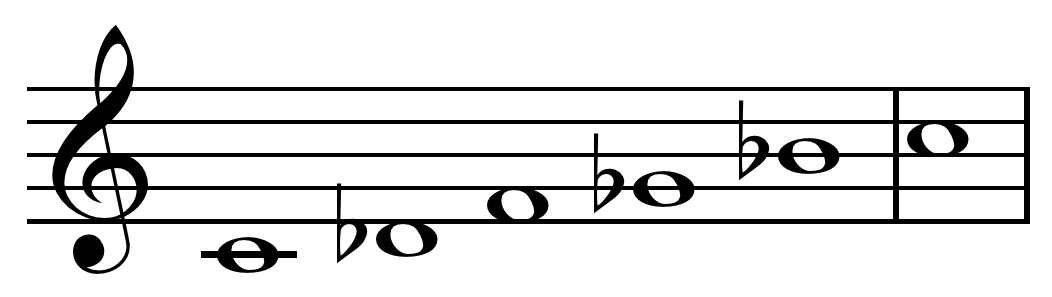
Escala Hirajōshi em dó segundo Sachs e Slonimsky.

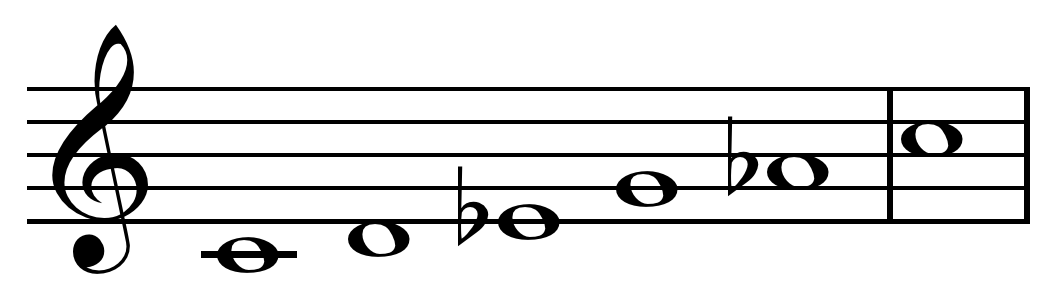
Escala Hirajōshi em dó segundo Kostka & Payne e Speed

A escala Hirajōshi (de hira-choshi (平調子, hirachōshi, chōshi = afinação e hira = qualquer, nível, tranquilo, padrão ou regular) é uma escala de afinação adaptada da música shamisen por Yatsuhashi Kengyō para a afinação do instrumento musical koto "As escalas hirajoshi, kumoijoshi, e kokinjoshi são derivadas das afinações do koto com os mesmos nomes. Estas escalas têm sido utilizadas por guitarristas de rock e jazz em busca de sons 'novos'." Também é conhecida como escala pentatónica japonesa.
Burrows descreveu-a como C-E-F♯-G-B. Sachs, tal como Slonimsky, como C-D♭-F-G♭-B♭. Speed e Kostka & Payne descreveram-na como C-D-E♭-G-A♭. Destaca que todas son escalas hemitónicas pentatónicas (cinco escalas de notas con um ou mais semitons) e são modos diferentes del mismo patrón de intervalos, semitons 2-1-4-1-4.
Os cinco modos musicais da escala Hirajoshi também podem ser derivados como subconjuntos de alguns modos gregos.
Algumas escalas sinónimas têm nomes diferentes nas várias regiões do Japão, tal como registaram diversos etnomusicólogos e investigadores, o que pode causar confusão. Por exemplo, a escala Iwato tem os mesmos intervalos que o conceito de Slonimsky da escala Hirajoshi, e é também o quarto modo da escala In. A mesma escala dada por Kostka & Payne iguala o terceiro modo da escala In.